# اکاپنو
اکاپنو (به لاتین: Akapnou) یک منطقهٔ مسکونی در قبرس است که در ناحیه لیماسول واقع شده‌است.

## نگارخانه

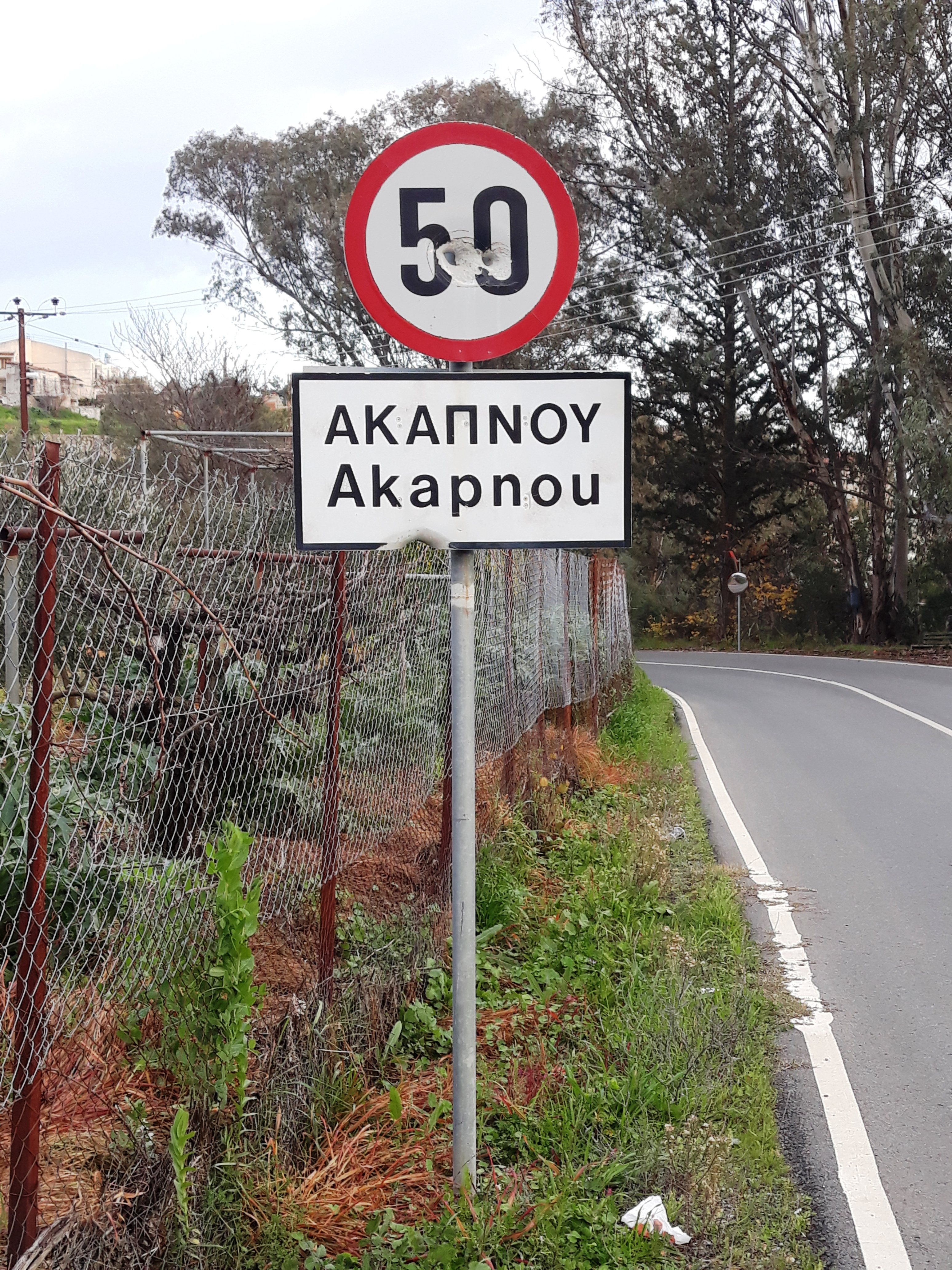
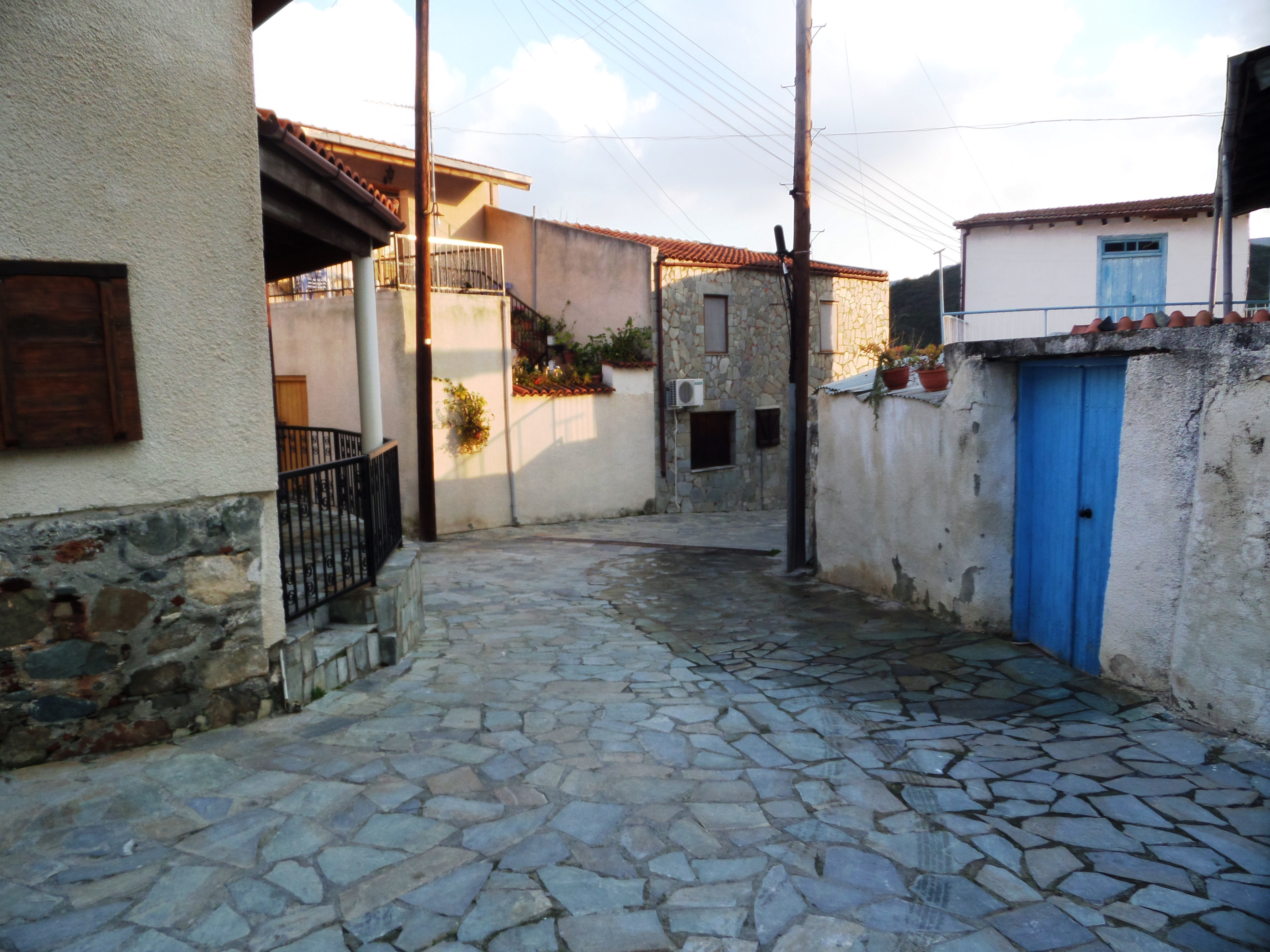
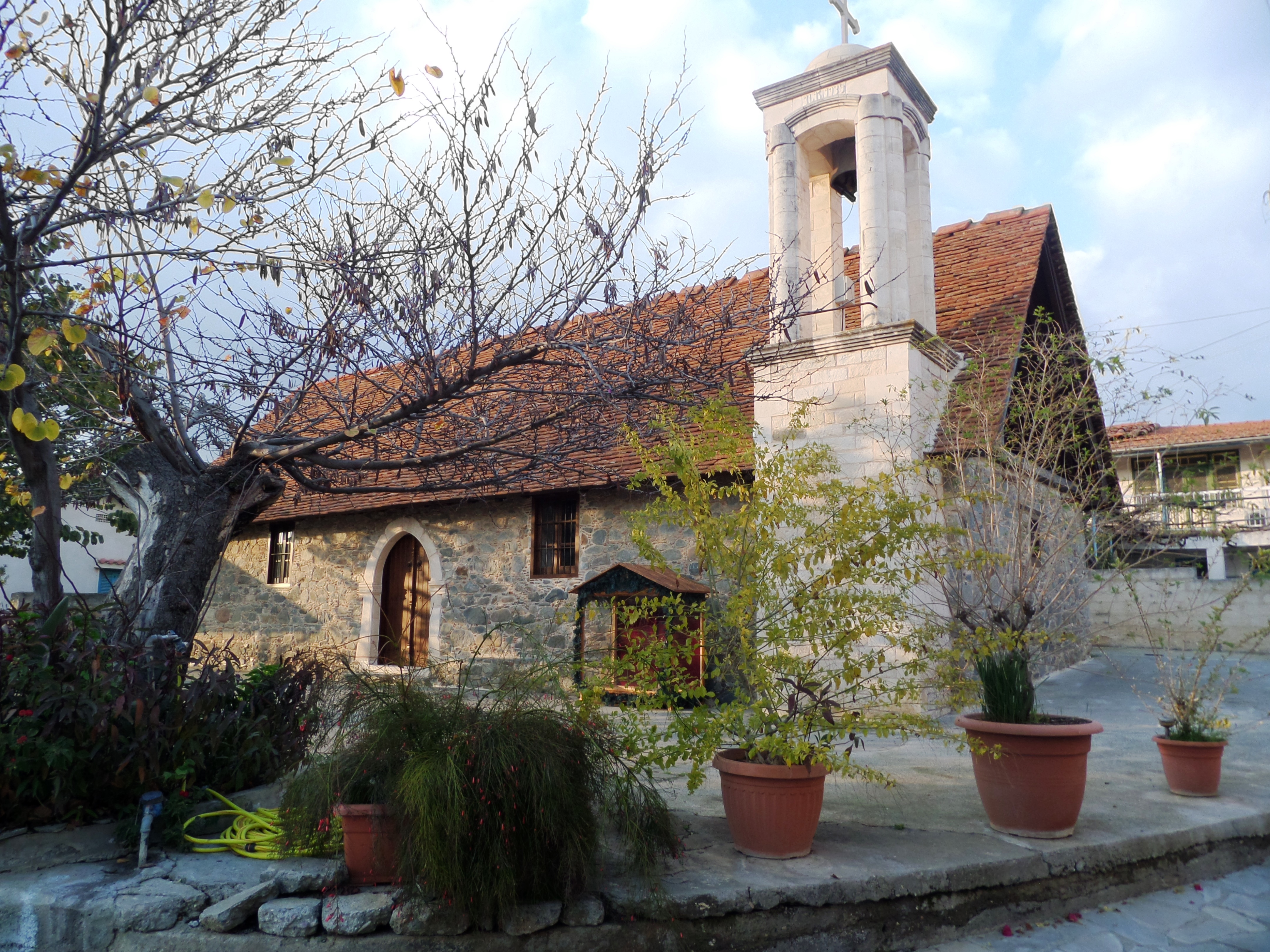
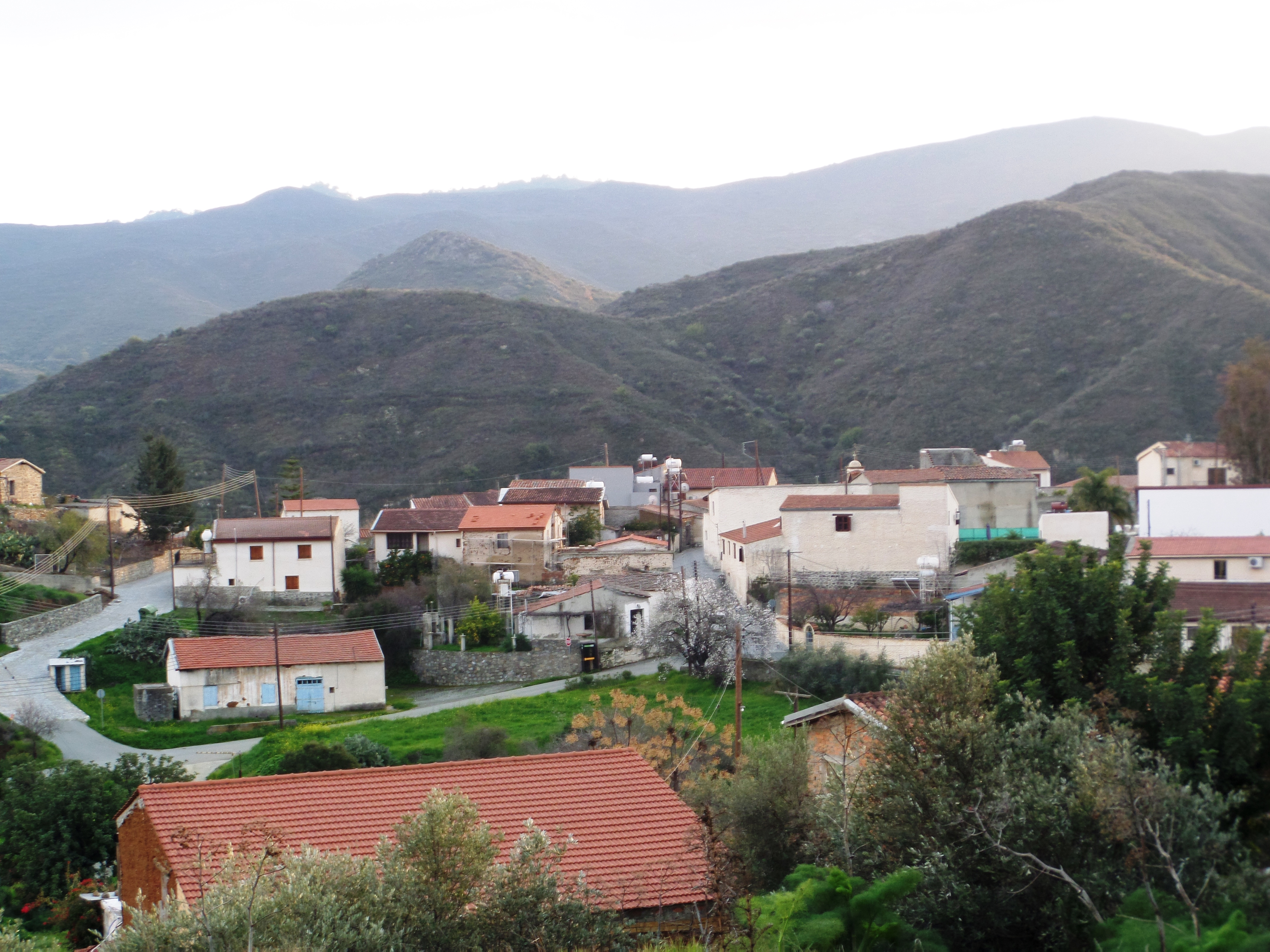

## خصوصیات
اکاپنو ۲۷ نفر جمعیت دارد.